# Schiller Bódog
Schiller Bódog (Pozsony, 1877. február 7. – Budapest, 1914. január 29.) jogtörténész, egyetemi tanár, törvényszéki jegyző, bíró. 

## Élete
Schiller Bertold női szabó, divatáru-kereskedő és Róth Róza fia. Középiskolai tanulmányait szülővárosában, a pozsonyi királyi katolikus főgimnáziumban végezte. A Pozsonyi Királyi Jogakadémia és a Budapesti Tudományegyetem elvégzése után 1900-ban jogi doktorátust szerzett. 1901 őszén állami ösztöndíjjal külföldre ment és két félévet a berlini egyetemen töltött, s hazaérkezése után ügyvédi vizsgát tett. 1904-től bírósági jegyző, majd bíró, s 1912-től a budapesti egyetem magántanáraként működött. Jogtörténeti tanulmányai mellett 1904-ben ő fordította le németre Timon Ákos a Magyar alkotmány- és jogtörténet tekintettel a nyugati államok fejlődésére című munkáját. Cikkei megjelentek a Huszadik Században, a Jogtudományi Közlönyben, a Pester Lloydban, a Jogállamban, s munkatársa volt a Magyar jogi lexikonnak. Halálát szervi szívbaj okozta.

## Magánélete
Házastársa Schiller Friderika (1886–?) volt, Schiller Zsigmond és Stein Anna lánya, akit 1907. november 5-én Budapesten vett nőül.

## Főbb művei
- Az örökös főrendiség eredete Magyarországon. Előszóval ellátta Timon Ákos. (Budapest, 1900)
- A Hármaskönyv jogforrástana (Budapest, 1902)
- A pragmatica sanctio és a házi törvények (Budapest, 1903)
- Ungarische Verfassungs- und Rechtsgeschichte mit Bezug auf die Rechtsentwickelung der westlichen Staaten von Ákos von Timon. Aus der 2. Auflage übersetzt (Berlin, 1904)